# 송지영
송지영(宋志英, 1916년 12월 13일 평안북도 박천~1989년 4월 24일)은 대한민국의 언론인, 번역문학가이다. 본관은 여산(礪山)이다. 호는 우인(雨人)이다.
일제강점기에 《동아일보》 기자로 언론계에 입문, 중국 난징에서 대한민국 임시정부와 연계해 활동하다가 1944년 체포되었다. 징역 2년형을 선고 받고 일본 나가사키 형무소에서 복역 중 일본이 태평양 전쟁에 패하면서 풀려났다.
1961년 민족일보 사건에 연루되어 조용수, 안신수와 함께 사형 선고를 받았고, 8년이 넘게 복역한 뒤 결국 감형으로 풀려났다. 1980년 신군부가 국가보위입법회의를 설치했을 때 입법의원으로 참가해 언론기본법을 제정했고, 민주정의당 소속으로 제11대 국회의원을 지냈다.
송지영은 일제 말기 항일 운동으로 옥살이를 한데다 5·16 군사 정변 주체인 군부의 언론 탄압으로 사형수가 되었던 진보 언론계의 대표적인 인물이었기에, 12·12 군사 반란을 일으킨 신군부에 협조하면서 언론 통제에 가담한 일로 비판적인 평가도 있다.

## 약력
- 중국 남경중앙대학(南京中央大學) 수학
- 조선일보 논설위원
- 한국번역가협회 회장
- 국제펜클럽 한국본부 고문
- 한국문화예술진흥원 원장
- 국토통일원 고문
- 숙명학원 이사
- 민족문화추진위 이사
- 1980년 : 국가보위입법회의 입법의원
- 1981년 ~ 1984년 : 제11대 국회의원 (민주정의당)
- 한국방송공사 이사장

## 역대 선거 결과
| 실시년도 | 선거  | 대수 | 직책     | 선거구 | 정당       | 득표수      | 득표율         | 순위       | 당락 | 비고 |
| -------- | ----- | ---- | -------- | ------ | ---------- | ----------- | -------------- | ---------- | ---- | ---- |
| 1981년   | 총선  | 11대 | 국회의원 | 전국구 | 민주정의당 | 5,776,624표 | \| \| 35.6% \| | 전국구 6번 |      | 초선 |
|          | 35.6% |      |          |        |            |             |                |            |      |      |

## 참고 자료
- 박용규 (2007년 3월 1일). “‘격정시대’를 살다간 풍운의 언론인” (PDF). 신문과방송. 68~73면. 2008년 5월 23일에 확인함.[깨진 링크(과거 내용 찾기)]
- 송지영 : 독립유공자 공훈록 - 국가보훈처